# Tusentalsavgränsare

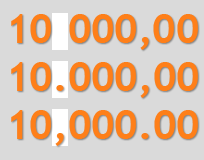
Tre sätt att gruppera talet tiotusen.
1) Mellanslag, rekommenderat svenskt format.
2) Punkt, används i de flesta europeiska länder.
3) Komma, används i engelskspråkiga länder

En tusentalsavgränsare är antingen ett mellanrum (mellanslag vid användande av digitala medier), eller (beroende på språk) en punkt (.) eller ett kommatecken (,) som samlar ett tals heltalssiffror i grupper om tre från höger till vänster, med start från  entalssiffran, så att de lättare kan överblickas. Motsvarande gruppering görs inte av decimalsiffror. Då mellanslag används bör detta göras med hårda mellanslag för att undvika att ett tal radbryts.

## I svenska språket
I svenska språket används ett mellanrum som tusentalsavgränsare. Vid användande av dator är det att rekommendera ett hårt mellanslag ( ) för att undvika radbrytning av talet. Punkt är inte rekommenderat då det i engelskspråkig litteratur används som decimaltecken. I Sverige används kommatecknet som decimaltecken.
Skrivsättet 98 400 000 000,00 SEK (i text: nittioåtta miljarder fyrahundra miljoner svenska kronor) rekommenderas framför 98400000000,00 SEK.
Det råder skilda meningar över huruvida fyrsiffriga tal ska följa denna regel då det ibland upplevs som störande då en siffra måste stå för sig själv. Därför väljer man ibland att tillämpa tusentalsavgränsare endast då talet består av fem eller fler heltalssiffror:
Ibland skrivs 5 587 om till 5587, utan tusentalsavgränsare.
Decimalerna i decimaltal skrivs alltid i en följd, utan någon gruppering.
Märk att årtal inte grupperas efter detta mönster, inte heller vissa sifferserier som inte utgör tal, såsom exempelvis telefon- eller ISBN-nummer.

### På webbplatser
Det rekommenderas att använda hårda mellanslag (fast blankslag, &nbsp;, U+00A0 (Non-breaking space) eller Alt+0160) som avgränsare eller utslutning, eftersom kommatecknet och punkten lätt kan misstas för decimaltecken. Det hårda mellanslaget hindrar också talet från att delas vid radbrytning. Ett alternativ är att använda ett smalt hårt mellanslag (fast blankslag, &#8239;, U+202F (Narrow non-breaking space).

## Andra språk
I engelskspråkig litteratur, där punkt används som decimaltecken, används oftare kommatecknet (,) som tusentalsavgränsare. 
- Their latest album sold over 250,000 copies.

I de flesta europeiska länder används punkt som tusentalsavgränsare och kommatecken som decimaltecken, det vill säga motsatsen till det engelskspråkiga bruket.
Mellanslag rekommenderas som tusentalsavgränsare enligt SI/ISO 31-0-standarden och av Internationella byrån för mått och vikt, på grund av den förvirring som kan uppstå internationellt, om kommatecken respektive punkt innebär tusentalsavgränsare eller decimaltecken:
- The revenue of IBM was US$ 106,116 million (kan uppfattas som både drygt 106 miljoner dollar, och drygt 106 miljarder dollar).

I europeisk spanska används tusentalsavgränsaren (i detta fall; punkt) ofta även för årtal.
Tusentalsavgränsaren kan allmänt också kallas siffergruppsavgränsare, eftersom en del länder, exempelvis Japan, Kina och Indien, traditionellt grupperar tal i två eller fyra siffror. Gruppering i tre siffror är dock känd och ofta använd även i dessa länder.